# ماركو راجاماكى
ماركو راجاماكى (بالفنلندية: Marko Rajamäki) هو مدرب كرة قدم ولاعب كرة قدم فنلندي في مركز الهجوم، ولد في 3 أكتوبر 1968 في غوتنبرغ في السويد. شارك مع منتخب فنلندا لكرة القدم. أما مع النوادي، فقد لعب مع إنتر توركو وميبا ونادي توركو ونادي غرينوك مورتون ونادي ليفينغستون وهاميلتون أكاديميكال.

## وصلات خارجية
- ماركو راجاماكى على موقع قاعدة بيانات كرة القدم.إي يو (الإنجليزية)
- ماركو راجاماكى على موقع ناشيونال فوتبول تيمز (الإنجليزية)
- ماركو راجاماكى على موقع Soccerbase.com (لاعب) (الإنجليزية)
- ماركو راجاماكى على موقع Soccerway.com (الإنجليزية)
- ماركو راجاماكى على موقع عالم كرة القدم.نت (الإنجليزية)